# بكتيريا مائية محبة السترات
بكتيريا مائية محبة السترات (الاسم العلمي: Aquabacterium citratiphilum) هي نوع من البكتيريا، سلبية الغرام، تتبع جنس البكتيريا مائية.